# 具俊會
具晙會（： Koo Jun Hoe，1997年3月31日—），韓國YG娛樂旗下6人流行音樂男子團體iKON成員，在隊內擔任主唱。原以本名出道，2017年5月起以藝名Ju-Ne開始活動。

## 經歷

### 1997-2012年：成為練習生前
2009年以13歲的麥可傑克森錄製SBS的《驚人的大會-Star King》，2011年12月以隊伍「極贊」參加韓國SBS大型選秀音樂節目《K-pop Star 1》，落選後挑戰YG娛樂公開選秀。

### 2012年－2013年：練習生時期：《WIN》、《MIX & MATCH》
2012年4月18日開始YG娛樂的練習生生活，加入以B.I、金振煥和金知元等三人為主的練習室後，與宋尹亨和隨後加入的金東赫於每月月末評價舞台皆有顯著進步，團隊雛形建立，組成TEAM B，與TEAM A於2013年5月31日開始錄製YG娛樂所屬男子組合WINNER出道生存賽節目《WIN》。最後輸給TEAM A，未能以WINNER名義出道。
2014年5月7日原《WIN》TEAM B成員六人再次參加YG娛樂的新男團iKON出道生存節目《MIX & MATCH》，除了Team B原有六名成員外，新加入三位練習生鄭粲右、梁洪碩、鄭鎮馨（정진형）進行混搭和小組對決；該節目將選出七人成為出道團體iKON的成員，其中B.I、Bobby、金振煥等三人已確定為出道團體iKON的固定成員；雖然評審團大多同意自《WIN》後具俊會唱功有顯著進步，但楊賢碩社長認為仍不足以成為固定的出道成員，必須與舊團員三人和新團員三人進行最後四個名額淘汰賽。在「Final Match」舞台前的最後一次模擬賽，與舊成員宋尹亨和新成員鄭鎮馨同時成為淘汰候補，以清唱得到在場評審認同免除淘汰後，因宋尹亨成為淘汰候補而現場淚崩。
2014年11月3日，《MIX & MATCH》全球投票結果，具俊會在韓國、中國及全球投票中獲得第一名，在日本獲得第三名，宣佈為第四位iKON確定成員。

### 2015年：以iKON 出道
2015年9月15日，正式以iKON名義出道，並發布iKON首張正規專輯《WELCOME BACK》及出道演唱會《SHOWTIME》。
2015年10月，在洛杉磯酒店的泳池溺水，在窒息之前剛好被宋尹亨救起。但自此之後，便有恐水症。
2017年五月，YG娛樂於新單曲《New Kids：Begin》發行前之預告照中公布原本以本名活動之團員，包含具俊會之新藝名為[JU-NE]。
2017年8月6日及13日以明星粉絲身份出演韓國SBS電視台的Fantastic Duo 2星際大戰特輯－楊姬銀篇，並和楊姬銀、黃致列、燦多和 璉靜等人合唱《寒溪岭》（봉우리），成功晉級第二輪，與楊姬銀、黃致列和燦多等人合唱《花瓶》，後由燦多勝出與楊姬銀合唱最後一輪曲目。

### 2018年：個人出演
2018年1月18日YG娛樂社長楊賢碩於個人Instagram公開iKON即將回歸的消息，並加註「出戰《蒙面歌王》__是誰?保密」，因節目組一直十分忌諱提前公開出演者的身份，擔心提前知曉出演者身份影響現場觀眾的打分，而楊賢碩此舉也受到了網友的強烈指責，於1月19日前刪除相關標籤，但是消息已經在網絡中流傳。JU-NE同年1月24日參加《蒙面歌王》錄影，2月4日播出的《蒙面歌王》初次出演者Racing car（레이싱카）和對手（MOMOLAND成員JooE）合唱《我說Ya!你說Yeah!》成功晉級，隨及網友紛紛猜測應是JU-NE ；第二輪演唱李笛的《沒有意識到當時》（그땐 미처 알지 못했지），雖未能晉級第三輪，但藝人評審團猜測其真實身份可能是具年資的SOLO歌手的評價，讓具俊會感到滿足，並在後台採訪時表示他已獲得以SOLO歌手出專輯的自信心。
隨後入榜同年2月男團個人品牌評價第25名，亦是iKON成員中榜單成績最高者。該榜單是由韓國企業評判研究所從2018年1月16日開始到2018年2月17日為止對男團個人395名的品牌數據總共155,501,755中進行抽取分析得來。
3月9日傳出具俊會有望出演《被子外面很危險》，10日YG娛樂社長楊賢碩於個人Instagram表示具俊會確定出演《被子外面很危險》。

## 綜藝節目
團演出演  請參閱
| 日期                  | 電視台   | 節目名稱                 | 備註 |
| --------------------- | -------- | ------------------------ | --- |
| 2016年1月19日         | JTBC     | 《Sugar Man》            | 與BOBBY、金東赫一同出演                                                                                  |
| 2017年6月25日、7月2日 | SBS      | 《Fantastic Duo 2》      | 與金振煥、金東赫一同出演                                                                                 |
| 2017年6月28日         | On Style | 《Get It Beauty》        | |
| 2017年7月15日         | MBC      | 《哥哥的想法》           | 與BOBBY、B.I一同出演                                                                                     |
| 2017年8月6日、13日    | SBS      | 《Fantastic Duo 2》      | 星際大戰特輯－楊姬銀篇 《 第一輪》、《寒溪岭（봉우리）》、《花瓶（꽃병）》                               |
| 2018年2月3日          | JTBC     | 《認識的哥哥》           | 與BOBBY、宋允亨、B.I一同出演                                                                             |
| 2018年2月4日、11日    | MBC      | 《神秘音樂秀：蒙面歌王》 | 《我說Ya!你說Yeah!》（原唱：金泰宇 Feat.LYn） 《 沒有意識到當時（그땐 미처 알지 못했지）》（原唱：李笛） |
| 2018年4月12日、19日   | MBC      | 《被子外面很危險》       | 春川篇                                                                                                   |
| 2018年5月20日         | SBS      | 《稍微瘋狂點也好》       | 具俊會篇、Feat金東赫和經紀人與iKON其它成員                                                               |
| 2018年8月4日          | MBC      | 《意外的Q》              | |
| 2018年9月20日         | tvN      | 《人生酒館》             | 與金振煥、B.I一同出演                                                                                    |
| 2019年2月4日-2月5日   | MBC      | 《現在1位是》            | 新年試播節目Ep1~Ep2，與BOBBY 一同出演                                                                    |
| 2021年2月3日-至今     | JTBC     | 《獨木餐桌》             | |

## 影視作品

### 電視劇
| 年份   | 電視台    | 劇名             | 角色               |
| 2023年 | ENA       | 《寶拉！黛博拉》 | 梁昣昊             |
| 2023年 | tvN       | 《閃亮的西瓜》   | 具俊亨（特別出演） |
| 2024年 | Channel A | 《結婚吧You》    | 崔起準             |

### 電影
| 年份   | 片名             | 角色          | 性質 | 備註 |
| 2024年 | 《我的外掛人生》 | 高中生 盧奉均 | 主角 |      |

## 電台節目
| 日期   | 電視台       | 節目名稱             | 備註               |
| ------ | ------------ | -------------------- | ------------------ |
| 4月1日 | SBS Power FM | 李國主的Young Street | 第一次個人出演電台 |

## 外部連結
- 具俊會的Instagram帳戶